# Cairo Open
Il Cairo Open, noto anche come Egyptian Open, è stato un torneo professionistico maschile di tennis facente parte del circuito Grand Prix giocato dal 1975 al 1982. Si disputava al Cairo in Egitto su campi in terra rossa. Inaugurato nel 1925 come Egyptian Championships, sin dai primi anni ha visto la partecipazione di molti dei migliori giocatori del mondo.
Con l'inizio dell'era Open, dal 1968 al 1974 ha fatto parte del circuito dei tornei maschili indipendenti. Nel 1975 è entrato a far parte del circuito Grand Prix e tra i vincitori di questo periodo figurano campioni come Guillermo Vilas, Corrado Barazzutti, Jose Higueras, Francois Jauffret e Manuel Orantes. Nel 1982 si è giocata l'ultima edizione affiliata al Grand Prix e l'anno successivo si è disputata nella capitale egiziana la prima edizione del Cairo Challenger, facente parte delle ATP Challenger Series.

## Albo d'oro

### Singolare
| Anno    | Vincitore                   | Finalista           | Punteggio                |
| ------- | --------------------------- | ------------------- | ------------------------ |
| 1925    | Augustos Zerlendis (1)      |                     |                          |
| 1926    | Augustos Zerlendis (2)      |                     |                          |
| 1927    | Cecil Campbell              |                     |                          |
| 1928    | Jacques Grandguillot        |                     |                          |
| 1929    | Augustos Zerlendis (3)      |                     |                          |
| 1930    | Maurice Iweins d’Eeckhoutte |                     |                          |
| 1931    | Orestis Garangiotιs         | Cecil Campbell      | 6–2, 3–6, 7–5            |
| 1932    | Giorgio de Stefani          | Placido Gaslini     | 8–6, 6–3                 |
| 1933    | Roderich Menzel (1)         | Augustos Zerlendis  | 6–1, 6–1                 |
| 1934    | Roderich Menzel (2)         | Pat Hughes          | 6–3, 6–4                 |
| 1935    | Roderich Menzel (3)         | Herman von Artens   | 6–4, 6–0, 6–0            |
| 1936    | Non disputato               | Non disputato       | Non disputato            |
| 1937    | Henner Henkel               | Giorgio de Stefani  | 7–5, 6–0                 |
| 1938    | Roderich Menzel (4)         | Henner Henkel       | 6–1, 6–2, 6–4            |
| 1939    | Gottfried Von Cramm         | Don McNeill         | 7–5, 6–2, 6–8, 6–2       |
| 1940-45 | Non disputato               | Non disputato       | Non disputato            |
| 1946    | Henri Cochet (1)            | Robert Abdesselam   | 6–3, 6–1, 6–3            |
| 1947    | Henri Cochet (2)            | Robert Abdesselam   | 6–3, 6–1, 6–3            |
| 1948    | Franjo Punčec               | Jacques Peten       | 6–2, 6–3, 6–4            |
| 1949    | Frank Parker                | Budge Patty         | 6–2, 9–7, 8–6            |
| 1950    | Jaroslav Drobný (1)         | Gottfried Von Cramm | 8–6, 6–2, 6–3            |
| 1951    | Jaroslav Drobný (2)         | Felicisimo Ampon    | 6–3, 6–4, 6–0            |
| 1952    | Jaroslav Drobný (3)         | Wladyslaw Skonecki  | 6–3, 6–0, 6–3            |
| 1953    | Jaroslav Drobný (4)         | Gottfried Von Cramm | 6–4, 6–1, 6–1            |
| 1954    | Enrique Morea               | Jaroslav Drobný     | 6–3, 1–6, 6–1, 6–4       |
| 1955    | Fausto Gardini              | Fred Kovaleski      | 6–4, 6–2, 1–6, 4–6, 11–9 |
| 1956    | Lew Hoad                    | Sven Davidson       | 6–2, 2–6, 6–1, 6–2       |
| 1957    | Sven Davidson               | Philippe Washer     | 6–2, 2–6, 6–1, 6–2       |
| 1958    | Nicola Pietrangeli (1)      | Giuseppe Merlo      | 2–6, 6–2, 6–2, 6–4       |
| 1959    | Nicola Pietrangeli (2)      | Giuseppe Merlo      | 6–2, 6–3, 6–1            |
| 1960    | Nicola Pietrangeli (3)      | Giuseppe Merlo      | 5–7, 6–2, 6–3, 6–3       |
| 1961    | Nicola Pietrangeli (4)      | Neil Gibson         | 6–3, 9–7, 6–3            |
| 1962    | Fred Stolle                 | Ion Țiriac          | 5–7, 6–1, 6–1, 4–6, 6–3  |
| 1963    | José Luis Arilla            | Nicola Pietrangeli  | 6–4, 6–4, 6–3            |
| 1964    | Pierre Barthes              | István Gulyás       | 6–4, 1–6, 3–6, 6–4, 6–4  |
| 1965    | Ken Fletcher                | Wieslaw Gasiorek    | 3–6, 6–3, 3–6, 6–1, 6–3  |
| 1966    | Jan-Erik Lundquist (1)      | Ken Fletcher        | 6–3, 6–3, 6–2            |
| 1967    | Jan-Erik Lundquist (2)      | Ismail El Shafei    | 6–4, 6–4, 6–2            |
| 1968    | Milan Holeček               | Ismail El Shafei    | 4–6, 6–3, 6–1, 6–2       |
| 1969    | Ismail El Shafei (1)        | István Gulyás       | 6–4, 7–9, 6–4, 6–4       |
| 1970    | Manuel Santana              | Alexander Metreveli | 7–5, 6–2, 6–4            |
| 1971    | Alexander Metreveli (1)     | Ismail El Shafei    | 8–6, 9–7, 6–4            |
| 1972    | Alexander Metreveli (2)     | František Pála      | 6–3, 6–2, 6–3            |
| 1973    | Ismail El Shafei (2)        | Patrick Proisy      | 6–4, 6–8, 6–3, 6–3       |
| 1974    | Ismail El Shafei (3)        | François Jauffret   | 6–2, 2–6, 6–2, 6–4       |
| 1975    | Manuel Orantes              | François Jauffret   | 6–0, 4–6, 6–1, 6–3       |
| 1976    | Non disputato               | Non disputato       | Non disputato            |
| 1977    | François Jauffret           | Frank Gebert        | 6–3, 7–5, 6–4            |
| 1978    | José Higueras               | Kjell Johansson     | 4–6, 6–4, 6–4            |
| 1979    | Peter Feigl                 | Carlos Kirmayr      | 7–5, 3–6, 6–1            |
| 1980    | Corrado Barazzutti          | Paolo Bertolucci    | 6–4, 6–0                 |
| 1981    | Guillermo Vilas             | Peter Elter         | 6–2, 6–3                 |
| 1982    | Brad Drewett                | Claudio Panatta     | 6–3, 6–3                 |

### Doppio
| Anno | Vincitori                           | Finalisti                        | Punteggio          |
| ---- | ----------------------------------- | -------------------------------- | ------------------ |
| 1975 | Antonio Muñoz Manuel Orantes        | Jaime Pinto-Bravo Belus Prajoux  | 3–6, 6–3, 6–4, 7–5 |
| 1976 | Non disputato                       | Non disputato                    | Non disputato      |
| 1977 | John Bartlett John Marks            | Pat Du Pré Chris Lewis           | 7–5, 6–1, 6–3      |
| 1978 | Ismail El Shafei (1) Brian Fairlie  | Lito Álvarez George Hardie       | 6–3, 7–5, 6–2      |
| 1979 | Peter McNamara Paul McNamee         | Anand Amritraj Vijay Amritraj    | 7–5, 6–4           |
| 1980 | Ismail El Shafei (2) Tom Okker      | Christophe Freyss Bernard Fritz  | 6–3, 3–6, 6–3      |
| 1981 | Ismail El Shafei (3) Balázs Taróczy | Paolo Bertolucci Gianni Ocleppo  | 6–7, 6–3, 6–1      |
| 1982 | Drew Gitlin Jim Gurfein             | Heinz Günthardt Markus Günthardt | 6–4, 7–5           |